# Varzim Sport Club
Varzim Sport Club je portugalski nogometni klub iz grada Póvoe de Varzim s portugalskog sjevera.
Utemeljen je 25. prosinca 1915. godine pod imenom Varzim Foot-Ball Club.

## Klupski uspjesi
U sezoni 2000./01. plasirali su se u 1. ligu, iz koje su ispali u sezoni 2002./03. Od tada se klub natječe u Segunda Ligi.

## Vanjske poveznice
- Službene stranice nogometnog kluba  Arhivirana inačica izvorne stranice od 3. travnja 2013. (Wayback Machine)
- Neslužbene stranice  Arhivirana inačica izvorne stranice od 8. siječnja 2006. (Wayback Machine)